# Broccolini

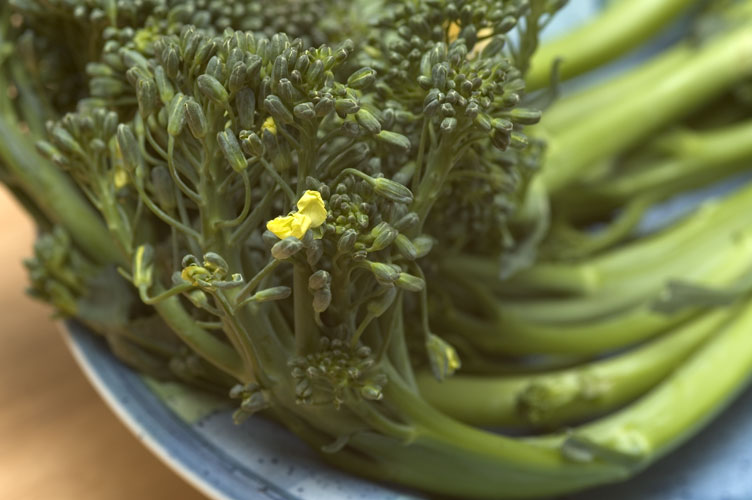
Broccolini

Le broccolini ou le Bimi est un légume vert proche du brocoli mais avec de plus petites inflorescences et des tiges fines plus longues. Bien que souvent confondu avec un jeune brocoli, il s'agit d'un croisement entre le brocoli et le kai-lan ou brocoli chinois. Sa saveur est douce avec des notes de brocoli et d'asperge.

## Nom
Broccolini est une marque déposée de Mann Packing Company, Inc.. Le nom générique est brocoli nain. Il est également appelé : Asparation, Asparations, Bimi, broccoletti, broccolette, Tenderstem.

## Description
Ce cultivar est issu d'un hybride naturel de la famille des choux (Italica Group × Alboglabra Group), il a été développé par les sociétés de semences Sakata Seed Company de Yokohama sous le nom de brocoli-rave ou gai lan. 
Tender Stem. Sanbon Incorporated a lancé un programme de promotion commerciale pour l'asparation au Mexique en 1994 avant de l'introduire sur le marché américain en 1996. Mann Packing Company a introduit ce nouveau légume sur le marché américain en 1998. Il est cultivé tout au long de l'année en Californie et en Arizona. Aujourd'hui il est possible de trouver des broccolini aux États-unis, au Canada, en Australie et au Royaume-Uni. On retrouve désormais cette variété de légume en Angleterre sous le nom de Tenderstem et en Europe sous le nom de Bimi / Broccolini. 
Très apprécié des consommateurs par sa facilité de préparation : Il se mange en totalité y compris ses éventuelles fleurs jaunes. Même si les fleurs sont comestibles, une tige bien verte et l'absence de fleurs permet de reconnaitre la fraicheur du produit. 
Assez délicat, il se cuisine généralement sauté, à la vapeur, bouilli, ou frit au wok. Il peut également se manger cru. 
D'un point de vue nutritionnel il est riche en vitamine C, vitamine A, calcium, acide folique et fer.